# He Died with a Felafel in His Hand
Pour plus de détails, voir Fiche technique et Distribution.
He Died with a Felafel in His Hand est un film australien réalisé par Richard Lowenstein, sorti en 2001.

## Synopsis
Le colocataire de Danny meurt devant la télévision, un sandwich aux falafels dans la main. Des flashbacks présentent les différentes colocations passées de Danny.

## Fiche technique
- Titre : He Died with a Felafel in His Hand
- Réalisation : Richard Lowenstein
- Scénario : Richard Lowenstein d'après le roman de John Birmingham
- Photographie : Andrew de Groot
- Montage : Richard Lowenstein
- Production : Richard Lowenstein, Andrew McPhail et Domenico Procacci
- Société de production : Notorious Films, Fandango et Medusa Film
- Pays de production :  Australie et  Italie
- Genre : Comédie
- Durée : 107 minutes
- Date de sortie : 
  - Australie : 30 août 2001

## Distribution
- Noah Taylor : Danny
- Emily Hamilton : Sam
- Romane Bohringer : Anya
- Sophie Lee : Nina
- Alex Menglet : Taylor
- Brett Stewart : Flip
- Damian Walshe-Howling : Milo
- Francis McMahon : Dirk
- Ian Hughes : Iain le socialiste
- Torquil Neilson : Otis
- Skye Wansey : détective O'Neil

## Distinctions
Le film a été nommé au prix de l'Australian Film Institute du meilleur scénario adapté.